# José María Guerrero Torvisco
José María Guerrero Torvisco (nacido el 15 de enero de 1977) es un boxeador español, nacido en Barcelona y residente en las poblaciones de La Llagosta y Ripollet. Ha sido campeón de Cataluña y campeón de España de los pesos supermedios, campeón del Mundo Hispano y subcampeón de la Unión Europea en dos ocasiones. Antes de su retiro obtuvo  1 Estrella AIBA y trabaja en el Equipo Nacional de Boxeo dentro del Programa Nacional de Tecnificación Deportiva (PNTD).

## Biografía
Siendo adolescente se inicia en el boxeo de la mano de su padre. Apenas iniciada su carrera, en 1993, realiza un combate de fondo en la Sala Barçalles (Barcelona) contra el también boxeador amateur Abade.
Durante su etapa amateur cosecha éxitos, frutos de su dedicación y pericia, en los distintos BOXAM: Campeonato de Cataluña Amateur Boxam (1993) (Campeón), Campeonato de España Junior Boxam (1993) (Subcampeón), Campeonato de España peso Welter Boxam (1994) (Campeón).
Gracias a las victorias, el seleccionador nacional, Manuel Pombo, se fija en él y durante el año 1994 lo ingresa en el Equipo Nacional de Boxeo. La estancia duraría 4 años.
Gracias al impulso de la selección continúa su participación en campeonatos estatales y los amplia con sus homónimos europeos e internacionales: Torneo Algeciras «La línea» Boxam (1995) (Subcampeón), Campeonato de la Unión Europea Junior (Siófok, Hungría) (1995) (Cuartos), Torneo Triangular Túnez (1995) (Campeón), Campeonato de la Unión Europea Junior (Vejle, Dinamarca) (1996) (Preliminares).
El entrenador y promotor Ricardo Sánchez Atocha lo contrata en 1998 para ser sparring del mítico Javier Castillejo, el boxeador español con más títulos mundiales hasta el momento.
En el año 2000, José María Guerrero, ya profesionalizado, se alza con el título de Campeón del Mundo Hispano (WBC) de la Asociación de Boxeo Mundo Hispano contra Ricardo Simarra. Durante ese año, continúa imparable, realiza una velada en Mataró contra el yugoslavo Nenad Stankovic, combate en el Palacio de los deportes de Barcelona contra Rafael Arias, comparte velada con Poli Díaz en el Palacio Municipal de deportes de Ripollet Joan Creus.
Realiza un combate en Salamanca en el año 2002. Este combate, a priori, se marcó como la disputa del título de España, pero, por cuestiones burocráticas, corría el riesgo de anularse. Finalmente, el título no se disputaría, pero sí el combate, ya que el promotor, José Luis Sousa, mantuvo la bolsa en juego y promovió el potente combate entre José María Guerrero y el notorio Xavi Moya, este último, púgil que estuvo al amparo del célebre promotor Don King. La velada se celebra en mayo de 2002 y después de una pelea muy igualada a 10 asaltos los árbitros decretan empate técnico.
Queda subcampeón de la Unión Europea (EBU) en 2003 contra Mario Veit.
Dos años después, en 2005, disputa el título de Campeón de España en peso supermedio contra Toni López. La velada la retransmite Eurosport a través de Canal+ con la voz del evento a cargo del locutor Emilio Marquiegui. Combate que gana y dedica la victoria a su padre, José Guerrero León, fallecido el año 1996.
En ese mismo año, el ayuntamiento de Ripollet celebra una velada homenaje a Poli Díaz en el Pabellón Joan Creus de Ripollet, velada en la que participa José María Guerrero. Y ese mismo año de 2005, Guerrero, anuncia su retirada de los cuadriláteros.
Después de 4 años sin pisar un ring de manera profesional, Guerrero se vuelve a calzar los guantes y reaparece en la disputa por el título del Campeonato de Cataluña de peso supermedio contra Juan Carlos Muntaner. Combate que gana y le impulsa a retomar su carrera boxística.
En enero de 2012, combate contra el alemán Juergen Braehmer; durante la pelea sufre una terrible lesión, lo que da paso a que el médico detenga el combate y dé por ganador al alemán.
Cuatro meses después, no recuperado del todo, le surge de nuevo la oportunidad de disputar el campeonato de la Unión Europea (EBU), en esta ocasión contra el boxeador italiano Mouhamed Ali Ndiaye, combate que también pierde.
Definitivamente y tras las dos últimas derrotas, en 2012, se retira del boxeo profesional, pero su trayectoria pugilística no acaba ahí. Abre un gimnasio de boxeo en Ripollet, Zona de combate, obtiene la certificación oficial de la AIBA, Técnico 1 estrella AIBA y entra como entrenador en la Federación Española de Boxeo.

## Palmarés

### Como boxeador
- Campeón Boxam Cataluña (1993)
- Campeón Boxam Torrevieja (1994)
- Campeón Triangular Túnez (1995)
- Campeón del Mundo Hispano (2000)
- Subcampeón de la Unión Europa (EBU) (2003)
- Campeón de España peso supermedio (2005)
- Subcampeón de la Unión Europa (EBU) (2012)

### Como entrenador
- Técnico A.I.B.A. 1 Estrella 2014

## Peleas disputadas en boxeo
| Fecha      | Oponente                 | Lugar                                     | Resultado | Tipo | Asaltos |
| ---------- | ------------------------ | ----------------------------------------- | --------- | ---- | ------- |
| 26/05/2012 | Mouhamed Ali Ndiaye      | Palazzetto dello Sport, Quartu Sant'Elena | Derrota   | RTD  | 12/20   |
| 28/01/2012 | Juergen Braehmer         | Grand Elysée, Rotherbaum                  | Derrota   | TKO  | 08/20   |
| 15/07/2011 | Marcos Munoz             | Pabellón Municipal Joan Creus, Ripollet   | Victoria  | UD   | 06/20   |
| 25/03/2011 | Blas Miguel Martinez     | Pabellón Municipal Joan Creus, Ripollet   | Victoria  | DQ   | 08/20   |
| 30/04/2010 | Juan Nelongo             | Pabellón Municipal Joan Creus, Ripollet   | Victoria  | TD   | 08/20   |
| 22/05/2009 | Juan Carlos Muntane      | Pabellón Municipal Joan Creus, Ripollet   | Victoria  | UD   | 08/20   |
| 15/07/2005 | Mamuka Khutuashvili      | Pabellón Municipal Joan Creus, Ripollet   | Derrota   | TKO  | 06/20   |
| 20/05/2005 | Toni Lopez               | Pabellón Municipal Joan Creus, Ripollet   | Victoria  | TKO  | 10/20   |
| 18/02/2005 | Oliver Tchinda           | Pabellón Municipal Joan Creus, Ripollet   | Victoria  | PTS  | 06/20   |
| 26/11/2004 | Hristo Georgiev          | Pabellón Municipal Joan Creus, Ripollet   | Victoria  | TKO  | 06/20   |
| 01/10/2004 | Oliver Tchinda           | Pabellón Municipal Joan Creus, Ripollet   | Victoria  | TD   | 06/20   |
| 12/09/2003 | Paata Kikushvili         | Plaza de Toros La Cubierta, Leganes       | Victoria  | TKO  | 06/20   |
| 20/06/2003 | Michel Noto              | Saint-Quentin                             | Victoria  | UD   | 06/20   |
| 26/04/2003 | Mario Veit               | Sport and Congress Center, Schwerin       | Derrota   | UD   | 10/20   |
| 24/05/2002 | Xavier Moya              | Salamanca                                 | Nulo      | PTS  | 10/20   |
| 12/04/2002 | Thabiso Mogale           | Ponferrada                                | Victoria  | PTS  | 06/20   |
| 08/03/2002 | Francisco Lares          | Zamora                                    | Victoria  | PTS  | 06/20   |
| 07/07/2001 | Sidney Mxolisi Msutu     | Maritim Hotel, Magdeburg                  | Victoria  | UD   | 08/20   |
| 16/03/2001 | Saul Torres              | Pabellón Municipal Joan Creus, Ripollet   | Victoria  | KO   | 2/?     |
| 10/11/2000 | Ricardo Simarra          | Pabellón Municipal Joan Creus, Ripollet   | Victoria  | KO   | 12/20   |
| 28/07/2000 | Jairo Jesus Siris        | Pabellón Municipal Joan Creus, Ripollet   | Victoria  | PTS  | 08/20   |
| 24/03/2000 | Alban Girouard           | Leganés                                   | Victoria  | PTS  | 08/20   |
| 11/02/2000 | Rafael Arias             | Palacio de los Deportes, Barcelona        | Victoria  | TKO  | 08/20   |
| 14/01/2000 | Nenad Stankovic          | Pabellón Municipal Joan Creus, Ripollet   | Victoria  | TKO  | 08/20   |
| 11/12/1999 | Carlos Rocha             | Pabellón Municipal Joan Creus, Ripollet   | Victoria  | TKO  | 3/?     |
| 16/10/1999 | Antonio Campbell         | Pabellón Municipal Joan Creus, Ripollet   | Victoria  | PTS  | 06/20   |
| 23/07/1999 | Octavian Stoica          | Sala Chasis, Mataro                       | Victoria  | PTS  | 06/20   |
| 14/05/1999 | Jan Matta                | Plaza de Toros La Cubierta, Leganés       | Victoria  | TKO  | 5/?     |
| 30/04/1999 | Uwe Lorch                | Pabellón Príncipe Felipe, Ciudad Real     | Victoria  | PTS  | 06/20   |
| 19/03/1999 | Norbert Miklos           | Pabellón de la Mar Bella, Barcelona       | Victoria  | PTS  | 06/20   |
| 05/03/1999 | Florin Constandache Ilie | Madrid                                    | Victoria  | KO   | 06/20   |
| 08/05/1998 | Waldemar Barta           | Pabellón Municipal Joan Creus, Ripollet   | Victoria  | PTS  | 06/20   |
| 06/03/1998 | Pedro Lopez Ferreira     | Pabellón Municipal Joan Creus, Ripollet   | Victoria  | TKO  | 04/20   |
| 28/11/1997 | Marcos Muñoz             | Pabellón Municipal Joan Creus, Ripollet   | Victoria  | PTS  | 04/20   |